# Into the Great Wide Open (festival)
Into the Great Wide Open is een meerdaags muziekfestival dat in september plaatsvindt op het Nederlandse Waddeneiland Vlieland.

## Geschiedenis
Into The Great Wide Open is een vierdaags (eerder driedaags) popfestival dat naast muziek ook aandacht besteedt aan beeldende kunst, film en natuur. De naam van het festival is een verwijzing naar het album van Tom Petty. Into The Great Wide Open richt zich op de cultuurliefhebber (met of zonder kinderen) die op zoek is naar meer diepgang, rust, natuur en diversiteit. 
Het festival werkt samen met Kampeerterrein Stortemelk, waar veel gasten onderdak vinden tijdens het weekend. Optredens vinden plaats op verschillende locaties op Vlieland. Het sportterrein van het eiland vormt ieder jaar de hoofdlocatie met catering, kinderkunst en een poppodium. Daarnaast zijn er podia te vinden in het bos, bij de ijsbaan en in de duinen. Wisselend vinden er ook optredens plaats in de tuin van de Nicolaaskerk, in de kerk zelf en op locaties in het dorp Oost-Vlieland. Tijdens het festival is er ook een kunstroute uitgezet op het oostelijk deel van het eiland. 
Kinderen worden gezien als volwaardige bezoekers. Het festival biedt ze een uitdagend cultuureducatief programma: kunstenaars creëren een prikkelende omgeving met een spannend en gevarieerd aanbod. 
Jaarlijks nodigt de organisatie een artiest uit om een periode voorafgaand aan het festival op het eiland te verblijven en als artist in residence werk te ontwikkelen wat op het festival gepresenteerd wordt.
VPRO's 3voor12 is media-partner vanaf de eerste editie en publiceert tijdens en na het festival video-opnames van integrale optredens via hun website. De eerste editie was uitverkocht met 4000 bezoekers. Bij de tweede editie was het aantal kaarten verhoogd tot 5200. In 2014 werden grenzen verlegd met een nieuw Fortweg-podium op de kop van het eiland en het innovatieprogramma van Lab Vlieland. Sinds 2016 is de Fortweg ingeruild voor de ijsbaan. Het bezoekersaantal is in de jaren tot 2023 opgelopen tot 6000.
In 2011 won Into The Great Wide Open een IJzeren Podiumdier voor Beste Festival van Nederland.
De editie van 2020 werd als gevolg van de coronacrisis geannuleerd. In 2021 heeft de organisatie gepoogd het festival in een aangepaste vorm te organiseren, onder de naam Into The Great Wide Open: Let It Happen. Ook die editie kon uiteindelijk niet doorgaan.

## Here Comes the Summer
Onder de titel 'Here Comes the Summer' wordt sinds 2013 in de lente een kleinere versie van het festival georganiseerd. 